# آندرو سكوفيلد
آندرو سكوفيلد (بالإنجليزية: Andrew Schofield)‏ هو ممثل بريطاني، ولد في 12 أكتوبر 1958 في المملكة المتحدة.

## وصلات خارجية
- آندرو سكوفيلد على موقع IMDb (الإنجليزية)
- آندرو سكوفيلد على موقع ميوزك برينز (الإنجليزية)
- آندرو سكوفيلد على موقع قاعدة بيانات الفيلم (الإنجليزية)